# Archicnephasia
Archicnephasia là một chi bướm đêm thuộc phân họ Tortricinae của họ Tortricidae.

## Các loài
- Archicnephasia hartigi Razowski, 1983